# ایتریم-۹۰
ایتریم-۹۰ ایزوتوپ عنصر ایتریوم است. ایتریم-۹۰ کاربردهای گسترده‌ای در پرتودرمانی برای درمان برخی از انواع سرطان دارد.

## تولید
ایتریم-۹۰ توسط فروپاشی هسته ای استرانسیم ۹۰ تولید می‌شود که نیمه عمر آن نزدیک به ۲۹ سال است و یک محصول شکافت اورانیوم مورد استفاده در رآکتورهای هسته ای است. با فروپاشی استرانسیم ۹۰، از جداسازی شیمیایی با خلوص بالا برای جداسازی ایتریم-۹۰ قبل از ته‌نشینی استفاده می‌شود.